# Teorema di non discriminazione quantistico
Il teorema di non discriminazione  quantistico  afferma che, dati i postulati della meccanica quantistica, non è possibile distinguere con certezza tra due stati non ortogonali di un sistema quantistico di cui si disponga un'unica copia. È invece possibile determinare lo stato con un errore. È possibile inoltre ridurre l'errore ad una quantità piccola a piacere, con tecniche come la tomografia quantistica, aumentando opportunamente le copie a disposizione.
Il teorema è equivalente al teorema di no-cloning quantistico: clonando un numero sufficiente  di volte lo stato sarebbe infatti idealmente possibile determinarlo con errore piccolo a piacere.
È notevole il fatto che pure essendo i risultati dei due teoremi in accordo, essi derivino da postulati differenti. Il teorema di no-cloning infatti utilizza unicamente il postulato di evoluzione unitaria, mentre il teorema di non discriminazione si basa sul postulato di misura.
Il teorema è inoltre legato ad altri risultati di teoria dell'informazione quantistica. In particolare impedisce il trasferimento di informazione più veloce della luce nel caso del teletrasporto quantistico.

## Enunciato del teorema
Si consideri un sistema quantistico H e si supponga di voler determinare con sicurezza se H è in uno dei due stati non ortogonali
{\displaystyle |\psi _{1}\rangle ,|\psi _{2}\rangle ,\langle \psi _{1}|\psi _{2}\rangle =\beta \neq 0}.
Per ottenere ciò sarebbe necessario disporre di una POVM tale che
{\displaystyle \langle \psi _{j}|E_{i}|\psi _{j}\rangle =\delta _{ij}}.
ovvero di una misura che restituisca l'indice dello stato del sistema con probabilità uno.
Il teorema di non discriminazione afferma che una POVM con queste proprietà non può esistere.

### Dimostrazione
La dimostrazione si limiterà per semplicità al caso del qubit. Il teorema è comunque vero in generale.
Si supponga per assurdo che la POVM esista. 
Allora dev'essere
{\displaystyle \langle \psi _{1}|E_{2}|\psi _{1}\rangle =0}.
In particolare
{\displaystyle {\sqrt {E_{2}}}|\psi _{1}\rangle =0}
dove con {\displaystyle {\sqrt {E_{2}}}} si è indicata l'unica radice quadrata positiva dell'operatore positivo {\displaystyle E_{2}}.
Si scriva ora
{\displaystyle |\psi _{2}\rangle =\alpha |\phi \rangle +\beta |\psi _{1}\rangle }
dove {\displaystyle |\phi \rangle } e {\displaystyle |\psi _{1}\rangle } formano una base ortonormale per il qubit e dev'essere
{\displaystyle |\alpha |^{2}=1-|\langle \psi _{1}|\psi _{2}\rangle |^{2}=1-|\beta |^{2}<1}.
Allora
{\displaystyle \langle \psi _{2}|E_{2}|\psi _{2}\rangle =|\alpha |^{2}\langle \phi |E_{2}|\phi \rangle <1}
dato che
{\displaystyle \langle \phi |E_{2}|\phi \rangle \leq 1}.
Ma per ipotesi
{\displaystyle \langle \psi _{2}|E_{2}|\psi _{2}\rangle =1}.
Si è quindi giunti ad una contraddizione.